# Orthotylinae
Orthotylinae (лат.) — подсемейство полужесткокрылых из семейства слепняков (Miridae). Встречаются по всему миру.

## Описание
Отличительным признаком этого подсемейства являются сходящимся парэмподиям (подушечки на кончиках лапок между коготками). Тело обычно удлинённое зелёное, чёрное или пёстроокрашенное. На бёдрах и голенях ног обычно чёрные точки отсутствуют. Крылья иногда редуцированы.

## Экология
Являются хищниками или питаются смешанной растительно-животной пищей. Ряд видов, например Halticus bractatus, Lopidea davisi и Melanotrichus virescens, являются вредителями культурных растений. Представители рода Hyalochloria, Blepharidopterus angulatus и Heterotoma planicorne уничтожают тлей и гусениц чешуекрылых.

## Классификация
В мировой фауне более 220 родов. Подсемейство разделяют на шесть триб.
- Austromirini  Carvalho, 1976
- Ceratocapsini  Van Duzee, 1916
- Coridromiini  Tatarnic & Cassis, 2012
- Halticini  A. Costa, 1853
- Nichomachini  Schuh, 1974
- Orthotylini  Van Duzee, 1916